# De geesten van de nacht
De geesten van de nacht is een volksverhaal uit Suriname.

## Het verhaal
Warau Haboeli is op jacht gegaan en hij wacht op het licht van de maan als hij stemmen hoort. Hij verstopt zich achter een boom en ziet vreemdelingen met voeten die op vuisten lijken. Hun handen lijken op die van een kikker en ze hebben behaarde ogen die over grijze wangen hangen. Ze kijken met ogen als die van een uil en ze zingen een lied. Haboeli sluipt weg, maar de geesten hebben hem gezien en volgen hem. Haboeli staat voor een groot moeras en klimt in een boom. Een geest pakt zijn rechtervoet, maar Haboeli kan toch boven komen. De geesten kijken nooit naar boven, ze zijn bang voor het hemellicht. Ze staan rond de boom en Broertje moet in de boom klimmen met zijn bil naar boven. Haboeli pakt een pijl en schiet Broertje in zijn achterste. De nachtgeesten slaan hun broer bont en blauw.
Haboeli glijdt omlaag en kan ontsnappen. Hij duikt in een kuil en de nachtgeesten vragen de bijen om hen te helpen. Ze kunnen goed ruiken en Haboeli doet alsof hij flauwvalt. De nachtgeesten schrikken, ze willen hem levend in handen krijgen, en roepen om een medicijn. Haboeli verstopt zich snel in een holle boomstam als de geesten uiteen rennen om medicijnen te zoeken. De geesten durven niet in de holle boomstam en sturen steekmieren die vlammetjes spugen. De geesten willen hem uitroken en ze vloeken als Haboeli de mieren met speeksel wegjaagt. De nachtgeesten vragen de maka-slang en twee komen zich melden.
Haboeli zit in de val, niemand kan over een maka-slang stappen. Als het dag wordt, vraagt Haboeli aan zijn oom de regenroofvogel of er nog twee slangen voor de deur liggen. De slangen schrikken en vragen zich af of de vogel echt familie is van Haboeli. Een vogel heeft de oom van Haboeli al eens ontmoet en is een oog kwijtgeraakt. De slangen gaan ervandoor. Haboeli kruipt uit de holle boomstam en rent naar huis. Zijn verhaal maakt weinig indruk, men vindt Haboeli dom. Als het donker wordt, moet je zorgen dat je binnen bent. Anders word je natuurlijk door de nachtgeesten overvallen.

## Achtergronden
- De vertellingen in Suriname staan in verband met de religie van verschillende bevolkingsgroepen. De Indianen, Creolen, Marrons, Hindoestanen, Javanen, Chinezen, Libanezen, Hollandse kolonisten en Joden brachten elk eigen gebruiken en wezens mee naar het land. Niemand twijfelt aan hun bestaan en goede of kwade kracht. In Paramaribo, de Nederlandse invloed was daar groot, lijken de verhalen op gewone spookverhalen. Begraafplaatsen liggen daar midden in de stad. In het binnenland, de districten en plantages, liggen ze ver verwijderd van het dorp. In Suriname zijn verhalen bekend over de yorka (spook), leba (geest), bakru (geest), asema (vampier), didibri (draak) en andere wezens. De wezens worden soms met een ander wezen vergeleken (tussen haakjes), maar deze vergelijking is niet sluitend. Er worden in Suriname veel dingen versluierd, van officiële (Nederlandse, christelijke) zijde is altijd gestreden tegen het bijgeloof.
- In 1978 verscheen Haboeli en de boze Teteli door Tecumseh, het is de schuilnaam van een onderwijzer van Indiaanse afkomst (Arowak), dit verhaal is een bewerking van een hoofdstuk uit dat boek. Het werd gecombineerd met een moment uit het toneelstuk Roy nanga den foefoeroeman van Thea Doelwijt.
- Er zijn vele nachtgeesten, zie ook Met de nachtmaar getrouwd en nachtmerrie.
- Ook Onderdeurtje verslaat met een list de sterkere vijand.